# Neozodes
Neozodes is een kevergeslacht uit de familie van de boktorren (Cerambycidae). De wetenschappelijke naam van het geslacht werd voor het eerst geldig gepubliceerd in 1958 door Zajciw.

## Soorten
Neozodes is monotypisch en omvat slechts de volgende soort:
- Neozodes signata Zajciw, 1958